# Saint-Aubin-des-Chaumes
Saint-Aubin-des-Chaumes is een gemeente in het Franse departement Nièvre (regio Bourgogne-Franche-Comté) en telt 73 inwoners (2009). De plaats maakt deel uit van het arrondissement Clamecy.

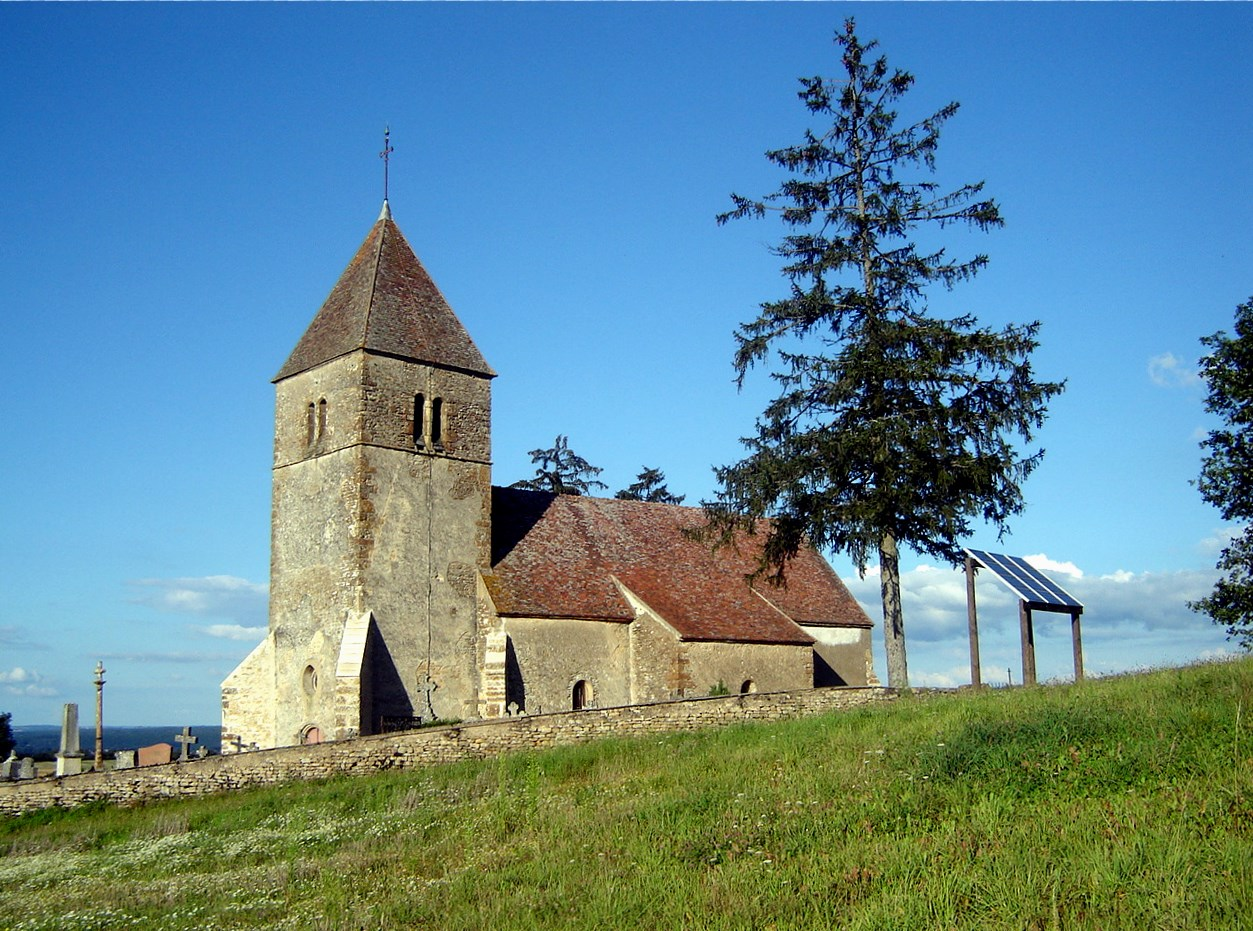
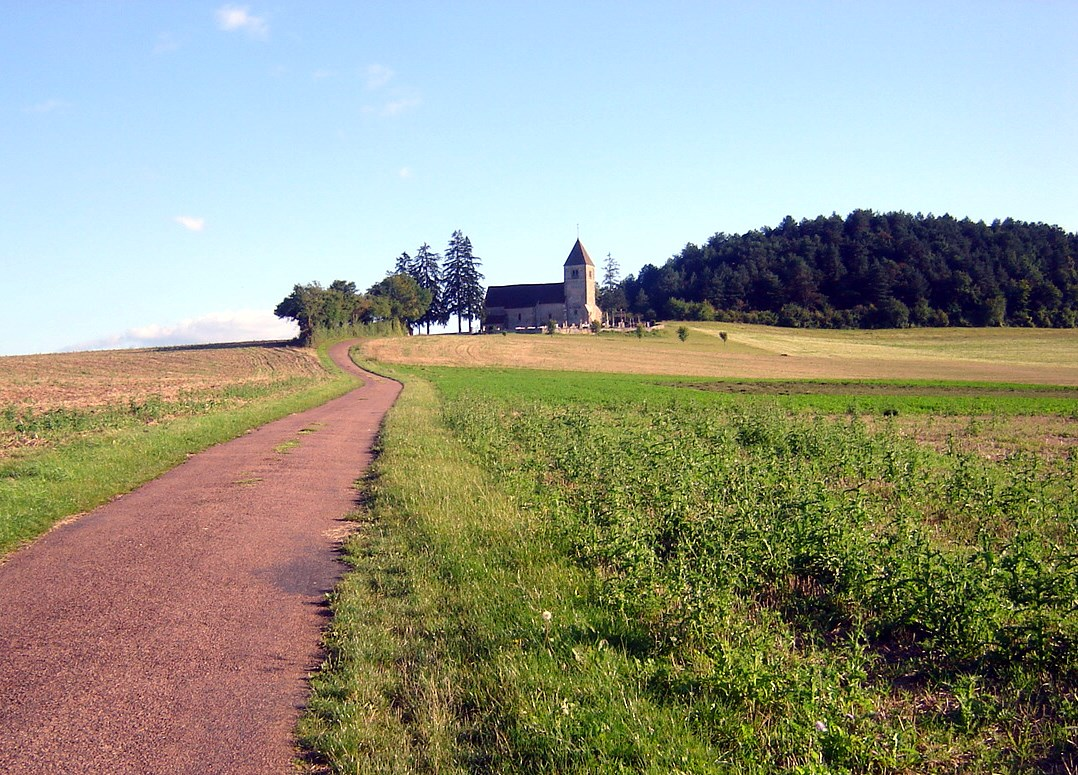

## Geografie
De oppervlakte van Saint-Aubin-des-Chaumes bedraagt 10,9 km², de bevolkingsdichtheid is 6,9 inwoners per km².
De onderstaande kaart toont de ligging van Saint-Aubin-des-Chaumes met de belangrijkste infrastructuur en aangrenzende gemeenten.

## Demografie
Onderstaande figuur toont het verloop van het inwonertal (bron: INSEE-tellingen).